# Pavonia dasypetala
Pavonia dasypetala es una especie de plantas con flores de la familia  Malvaceae. Se encuentra en  América tropical.

## Descripción
Son arbustos,que alcanzan un tamaño de 1–7 m de alto; tallos densamente estrellado-pubescentes. Hojas ovadas, agudas en el ápice, truncadas o cordadas en la base, serradas o denticuladas, estrellado-pubescentes; estípulas 1–2.5 cm de largo. Inflorescencias terminales angostas y densas o a veces solitarias, pedicelos hasta 4 cm de largo; bractéolas del calículo 12–13, 15–22 mm de largo, hirsutas; cáliz 3–4 mm de largo; pétalos 3–4.5 cm de largo, rosados. Carpidios 1 cm de diámetro, glabros, negruzcos y víscidos; semillas 4–5 mm de largo.

## Distribución y hábitat
Especie poco común, se encuentra en los bosques tropicales, en la zona atlántica; a una altitud de 0–600 m; fl y fr oct–feb; desde Honduras a Colombia y Venezuela.

## Taxonomía
Pavonia dasypetala fue descrita por Porphir Kiril Nicolai Stepanowitsch Turczaninow y publicado en  Bulletin de la Société Impériale des Naturalistes de Moscou 31(1): 189–190. 1858.
Etimología
Pavonia: nombre genérico que fue otorgado en honor al botánico español José Antonio Pavón y Jiménez.
dasypetala: epíteto latino que significa "con pétalos peludos".
Sinonimia
- Lopimia dasypetala (Turcz.) Standl.
- Malache dasypetala (Turcz.) Standl.
- Pavonia velutina var. hookeri Planch. & Linden ex Triana & Planch.[3]